# 1.ª Escuadrilla Aeronaval de Ataque
La 1.ª Escuadrilla Aeronaval de Ataque (EA41) fue una unidad táctica de la Aviación Naval de la Armada Argentina con asiento en la Base Aeronaval Punta Indio y dependencia orgánica de la Fuerza Aeronaval N.º 1. Su dotación fue el avión Aermacchi MB-326 y Aermacchi MB-339.
Cumplía tareas de adiestramiento y adaptación para los pilotos recién egresados de la Escuela de Aviación Naval al pilotaje de aviones de reacción. De este modo, cumplía como el paso intermedio a la 2.ª Escuadrilla Aeronaval de Caza y Ataque que cuenta con aviones Dassault-Breguet Super Étendard.
Fue pasada a la condición de reserva en 2008 tras un accidente fatal de la aeronave Aermacchi MB-326 0776/4-A-132 el 24 de octubre de 2007.

## Historia
Entre 1957 y 1958, la Armada Argentina adquirió un lote de 28 aviones F9F-2B Panther que habían pertenecido a la Armada de los Estados Unidos. Con la incorporación del nuevo avión, el 4 de diciembre de 1958, se creó la Primera Escuadrilla Aeronaval de Ataque.

### Guerra de las Malvinas

#### Operativo Rosario y despliegue en las Malvinas
El 2 de abril de 1982, una fuerza conjunta del Ejército y la Armada Argentina recuperó Puerto Argentino y la posesión de las islas Malvinas. Los militares argentinos desalojaron al gobierno ilegal británico y su personal militar mediante la Operación Rosario. Mientras tanto, la 1.ª Escuadrilla desplegó en las bases de Comandante Espora, Trelew y Río Grande. Finalizado el operativo, la unidad replegó a la base de Punta Indio dejando destacamentos en Río Grande y Ushuaia que permanecieron allí durante el resto del conflicto haciendo reconocimiento en la frontera con Chile.
Siendo los únicos aviones a reacción capaces de operar desde la corta pista del aeropuerto de Puerto Argentino, la Armada Argentina decidió desplegar los MB-339 de la 1.ª Escuadrilla en las Malvinas. Mientras tanto, el Arsenal Aeronaval N.º 1 de Punta Indio había puesto en servicio 16 unidades.
El 24 de abril, dos MB-339 hicieron el primer vuelo desde Río Grande hasta Stanley atravesando el océano Atlántico acompañados por un Beechcraft BE-200. Los cruces de los MB-339 se realizaron solo de día pues carecían de equipamiento para volar de noche. En el aeródromo isleño, la unidad recibió un pequeño e improvisado lugar en el extremo sur de la pista de aterrizaje, muy vulnerable a los ataques aéreos.
Los miembros de la escuadrilla desecharon la idea de atacar los buques británicos con bombas por ser muy peligroso ya que el avión debía volar en una dirección muy riesgosa frente al enemigo. Igualmente, los pilotos plantearon que una incursión con el par de cañones de 20 mm y cuatro cohetes podía dañar a un barco haciendo realista una misión de este tipo.

#### Operaciones en las islas
El 1 de mayo, empezaron los combates con el bombardeo contra la pista del aeropuerto. Una bomba produjo el incendio de 30 depósitos de combustible JP-1 que se encontraban cerca de un quonset, lo que causó la destrucción de este.
El mismo día y ante ecos de radar que aparentaban un helidesembarco enemigo, la unidad recibió la orden de lanzar una sección —dos aviones— de MB-339, que no pudo realizar. Los británicos realizaron engaños de radar con simulaciones de movimiento de barcos y helicópteros, que mantuvieron alerta a los argentinos.
El 3 de mayo, dos MB-339 piloteados por el capitán de corbeta Carlos Molteni y el teniente de fragata Carlos Benítez despegaron desde Puerto Argentino para atacar un posible portahelicópteros enemigo en radial 160° y a 60 millas de la capital de Malvinas, el cual no hallaron. En el regreso el teniente de fragata Benítez murió en un accidente en el aterrizaje causado al tocar una elevación con un ala.
El 15 de mayo, la 1.ª Escuadrilla Aeronaval de Ataque logró el cruce de dos MB-339 desde el continente a Puerto Argentino tras muchos intentos infructuosos.
La noche del 20 a 21 de mayo, empezó el desembarco británico en la Bahía San Carlos.
A las 08:30 horas (UTC-3) un equipo de combate del Ejército Argentino informó sobre numerosos buques y transportes. Inmediatamente intentaron despegar dos MB-339, pero uno falló, saliendo solitariamente el teniente de navío Owen Crippa. Este constató el desembarco y atacó a la fragata HMS Argonaut con cohetes de 127 mm y fuego de cañones de 30 mm.

### Posguerra
Tras el accidente en el cual falleció el teniente de fragata Julio Agustín Alonso, en octubre de 2007 y al llegar al final de la vida útil de los aviones Aermacchi MB-326, de origen italiano, la Aviación Naval decidió poner en reserva a los aviones y esperar la llegada de máquinas que los reemplacen. Quedó así desactivada la 1.ª Escuadrilla, tras casi medio siglo de operaciones.

## Aeronaves

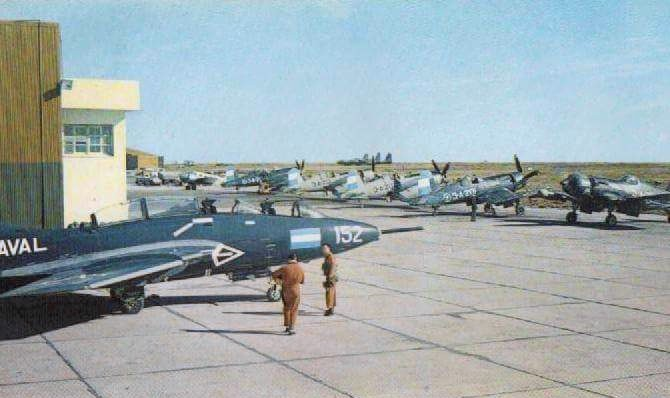
Un F9F Cougar con varios F4U Corsair en el fondo.

- Grumman F9F-2B Panther[2]
- Grumman F9F-8T Cougar[15]
- Aermacchi MB-326[16]
- Embraer Xavante[17]
- Aermacchi MB-339[18]